# Kris Chesney
Pour les articles homonymes, voir Chesney.
Pas d'image ? Cliquez ici

a Compétitions nationales et continentales officielles uniquement.

b Matchs officiels uniquement.
Dernière mise à jour le 27 février 2025.
Kris Chesney, né le 2 mars 1974 à Ilford, est un ancien joueur de rugby à XV anglais qui évolue au poste de deuxième ligne ou de troisième ligne aile.

## Palmarès

### En club
RC Toulon
- Demi-Finaliste du Top 14 : 2010 (Face à l'ASM Clermont)
- Finaliste du challenge européen : 2010 (Face aux Cardiff Blues)

### En équipe nationale
- Équipe d'Angleterre de rugby à sept.